# Челюскин (мыс)
Челю́скин (мыс Восточно-Северный, мыс Челюскина) — северная оконечность (мыс) одноимённого полуострова, расположенного на севере полуострова Таймыр, и самая северная материковая точка Евразии, Азии и России, а также самая северная точка континентальной суши.

## История исследования и освоения
Впервые достигнут участником 2-й Камчатской (Великой Северной) экспедиции штурманом С. И. Челюскиным вместе с казаками Фофановым и Гороховым в 1742 году (в «Очерках по истории географических открытий» спутники Челюскина названы солдатами Антоном Фофановым и Андреем Праховым). К 100-летию экспедиции мыс был переименован Русским географическим обществом из мыса Восточно-Северный в мыс Челюскин.
В августе 1878 года мыс Челюскин посетила экспедиция шведского исследователя Арктики Норденшельда. Участники экспедиции высадились на самом западном выступе (сейчас это мыс Вега) и установили на нём небольшой знак в виде бревна с грудой камней у основания и оставили записку, найденную в 1935 году командой советского ледокола Ермак. В августе 1893 — норвежский исследователь Нансен также достиг мыса Челюскин. Свои впечатления Нансен описал так:
...Под утро очутились напротив мыса Челюскин... мы подняли судовые флаги и послали тремя нашими последними пушечными зарядами громовой салют над морем. Всех подняли на ноги. В празднично освещенной кают-компании появились на столе горячий пунш, фрукты и сигареты. Я взял свой стакан и сказал: «За ваше здоровье, ребята! Поздравляю с Челюскиным!» Потом заиграл орган, а я снова полез в бочку, чтобы бросить прощальный взгляд на землю. Теперь мы находились прямо против бухты короля Оскара. Я тщетно ищу в подзорную трубу знак Норденшельда. Сильно хочется сойти на берег, но на это нет времени.

Ф.Нансен. «Фрам» в полярном море. М., 1956, т. 1, с. 146...
В 1901 году окрестности мыс Челюскин посетила русская полярная экспедиция Эдуарда Толля, а в 1913 году гидрографическая экспедиция Бориса Вилькицкого. Осенью 1918 года на мысе побывала экспедиция Амундсена на шхуне «Мод».
В 1932 году экспедицией Арктического Института под руководством Рудольфа Самойловича на ледоколе «Семён Дежнёв» на мысе Челюскин сооружена полярная станция. Вторую зимовку возглавил И. Д. Папанин, расширив станцию до обсерватории.
В настоящее время полярная станция называется Объединенная гидрометеорологическая станция им. Е.К. Федорова (не путать со станцией на о. Вайгач), где зимуют от 6 до 8 человек. Построен ряд жилых зданий и научных павильонов. Большая часть зданий брошены и не эксплуатируются. Здесь же расположен и самый северный аэродром континентальной Евразии «Мыс Челюскин», который обслуживается Хатангским объединённым авиапредприятием. От аэродрома осталась только вертолётная площадка, обслуживается военными.
В 2009 году на мысе был установлен поклонный крест.

## География
Мыс Челюскина расположен на севере полуострова Таймыр (Таймырский Долгано-Ненецкий район, Красноярский край, Россия) и омывается проливом Вилькицкого. До ближайшего берега острова Большевик — 53 км. Глубина вод у мыса до 10 метров. Высота суши менее 10 метров, берег обрывистый. С запада мыс омывает бухта Спартак.
На мысе расположена полярная станция Челюскин.

### Климат
Климат мыса Челюскина — арктический, очень суровый. Средняя температура июля и августа (самых тёплых месяцев) составляет 1,5 °C и 1,6 °C, а средний минимум около нуля. Безморозный период на мысе отсутствует, в любой день года температура на мысе может понизиться не выше чем до −2 °C (в Оймяконе самый тёплый суточный минимум −1,5 °C), а повышение температуры в январе до −13,4 °C (29 февраля до −14,6 °C) может стать новым суточным максимумом температуры (в Оймяконе до −29,4 °C). Зима очень суровая и продолжительная. Снег лежит 10-11 месяцев в году (и может лежать даже круглый год, то есть к следующей зиме прошлогодний снег не успевает растаять). Самый холодный месяц — январь, средняя температура которого −27,2 °C (в феврале −27,1 °C) и абсолютный минимум температуры −49 °C (в феврале −46 °C). Климатическая зима длится чуть более одиннадцати с половиной месяцев, средняя температура июля 1,5 °C, февраля −27,1 °C, декабря −24,4 °C. В июне на мысе Челюскин самая холодная погода в Северном полушарии, среднемесячная и минимальная температура (-0,9 °C и −18 °C соответственно), на втором месте по этому показателю является Диксон, также расположенный на полуострове Таймыр, но юго-западнее, где средняя и самая низкая в этом месяце температура примерно на 0,5-0,7 °C выше: −3,3 °C и −17,3 °C соответственно.
Полярный день на параллели, на которой лежит метеорологическая станция и мыс, длится 125 суток, с 21 апреля по 23 августа — 4 месяца и 1 сутки; полярная ночь продолжается 109 суток, с 29 октября по 14 февраля — 3 месяца и 21 сутки, смена дня и ночи происходит с 15 февраля по 20 апреля и с 24 августа по 28 октября 132 дня — 66 суток. Навигационная полярная ночь (когда высота солнца в истинный полдень ниже горизонта, чем в интервале −6° — −12°) длится с 15 ноября по 28 января — всего 75 суток. Навигационные сумерки (когда высота солнца в истинный полдень ниже горизонта не более, чем в интервале −6° — −12°) длятся с 29 октября по 14 ноября и с 29 января до 14 февраля. Хотя солнце в этот период и не восходит, но освещение схоже с белой ночью.
С декабря по март оттепели исключены, в январе — единичный случай (21 числа 1942 года). Сумеречные, неполные ночи, когда солнце не находится на 18° ниже горизонта, продолжаются с 6 марта по 8 октября. С середины февраля по вторую декаду июля происходит повышение температуры, с последних дней июля по конец декабря — понижение. Самое быстрое понижение температуры происходит в конце октября, самое быстрое повышение — в третьей декаде апреля. Среднегодовая температура на мысе Челюскин составляет −13,3 °C (в Оймяконе −14,9 °C, в Оленьке −10,7 °C, на Северном полюсе −22,7 °C). Пик морозов происходит после первых двух недель в середине февраля. Самая высокая среднесуточная температура — во второй половине июля. 6 месяцев в году на мысе возможны температуры ниже −40 °C. С октября по апрель (7 месяцев) температура на мысе может опуститься ниже −30 °C, с сентября по май (9 месяцев) — ниже −20 °C, с августа по июнь (11 месяцев) ниже −10 °C. Абсолютный минимум температуры в мае на мысе такой же, как и в Оймяконе и Оленьке — −28,9 °C. Самый холодный месячный минимум температуры по официальным данным с точностью до 0,1 °C — в январе, самый холодный месячный максимум температуры — в январе, самый холодный суточный максимум температуры — 29 февраля и 6 января, как и в Оймяконе (6 января). С 22 октября по 8 апреля, в отдельные дни — с 12 октября по 15 мая, более 6 месяцев в году, оттепели исключены. Абсолютный минимум температуры в Челюскине в сентябре −21,2 °C (в Оймяконе −25,3 °C). Зимы на мысе Челюскин из-за воздействия моря теплее, чем на юге полуострова Таймыр, а лето прохладнее.
В последние годы климат значительно потеплел. За десятилетие 2009—2018 во все годы в июле и августе наблюдалась положительная среднемесячная температура, в половине случаев положительная средняя температура наблюдалась и в сентябре, а в 2011, 2012 и 2018 годах и в июне. Постоянный снежный покров в июле и августе отсутствовал все эти годы; в летние месяцы стала появляться растительность. Ландшафт приобрёл черты арктической тундры, а не арктической пустыни, какой он был ещё несколько десятилетий назад. Самым тёплым месяцем стал август — средняя температура августа за 2009—2018 годы составила 1,9 °C, тогда как июля — лишь 1,4 °C. Начиная с 2005 года среднегодовая температура на мысе Челюскин ежегодно превышает климатическую норму.
| Показатель                    | Янв.  | Фев.  | Март  | Апр.  | Май   | Июнь | Июль | Авг. | Сен.  | Окт.  | Нояб. | Дек.  | Год   |
| ----------------------------- | ----- | ----- | ----- | ----- | ----- | ---- | ---- | ---- | ----- | ----- | ----- | ----- | ----- |
| Абсолютный максимум, °C       | 0,3   | −0,5  | −0,4  | 6,3   | 8,2   | 15,6 | 23,3 | 21,6 | 13,4  | 5,4   | 0,2   | −0,6  | 23,3  |
| Средний суточный максимум, °C | −24   | −23,9 | −21,7 | −15,2 | −6,8  | 0,8  | 3,5  | 3,6  | 0,2   | −7,2  | −15,6 | −21,3 | −10,6 |
| Средняя температура, °C       | −27,2 | −27,1 | −25,1 | −18,6 | −9,1  | −0,9 | 1,5  | 1,6  | −1,4  | −9,6  | −18,7 | −24,4 | −13,3 |
| Средний суточный минимум, °C  | −30,5 | −30,2 | −28,5 | −21,7 | −11,4 | −2,3 | 0,0  | 0,1  | −3    | −12,4 | −21,9 | −27,4 | −15,8 |
| Абсолютный минимум, °C        | −48,8 | −45,8 | −45,9 | −41,7 | −28,9 | −18  | −5,6 | −9   | −21,2 | −33,6 | −41,9 | −45,6 | −48,8 |
| Среднее число дней с осадками | 16    | 15    | 16    | 15    | 22    | 17   | 18   | 20   | 22    | 26    | 21    | 17    | 225   |
| Норма осадков, мм             | 11    | 12    | 12    | 14    | 15    | 14   | 27   | 32   | 23    | 22    | 15    | 13    | 210   |
| Средняя влажность, %          | 83    | 83    | 82    | 84    | 86    | 90   | 93   | 94   | 91    | 86    | 84    | 83    | 87    |
| Средняя скорость ветра, м/с   | 6,2   | 6,2   | 5,7   | 6,1   | 5,6   | 5,7  | 5,6  | 5,6  | 5,8   | 6,1   | 5,8   | 5,9   | 5,9   |
| Источник: Погода и климат     |       |       |       |       |       |      |      |      |       |       |       |       |       |

## Топографическая карта
- Лист карты T-48-XIX,XX,XXI полярн. ст. Челюскин. Масштаб: 1 : 200 000. Состояние местности на 1959-1975 год. Издание 1988 г.